# Aminoacil ARNt

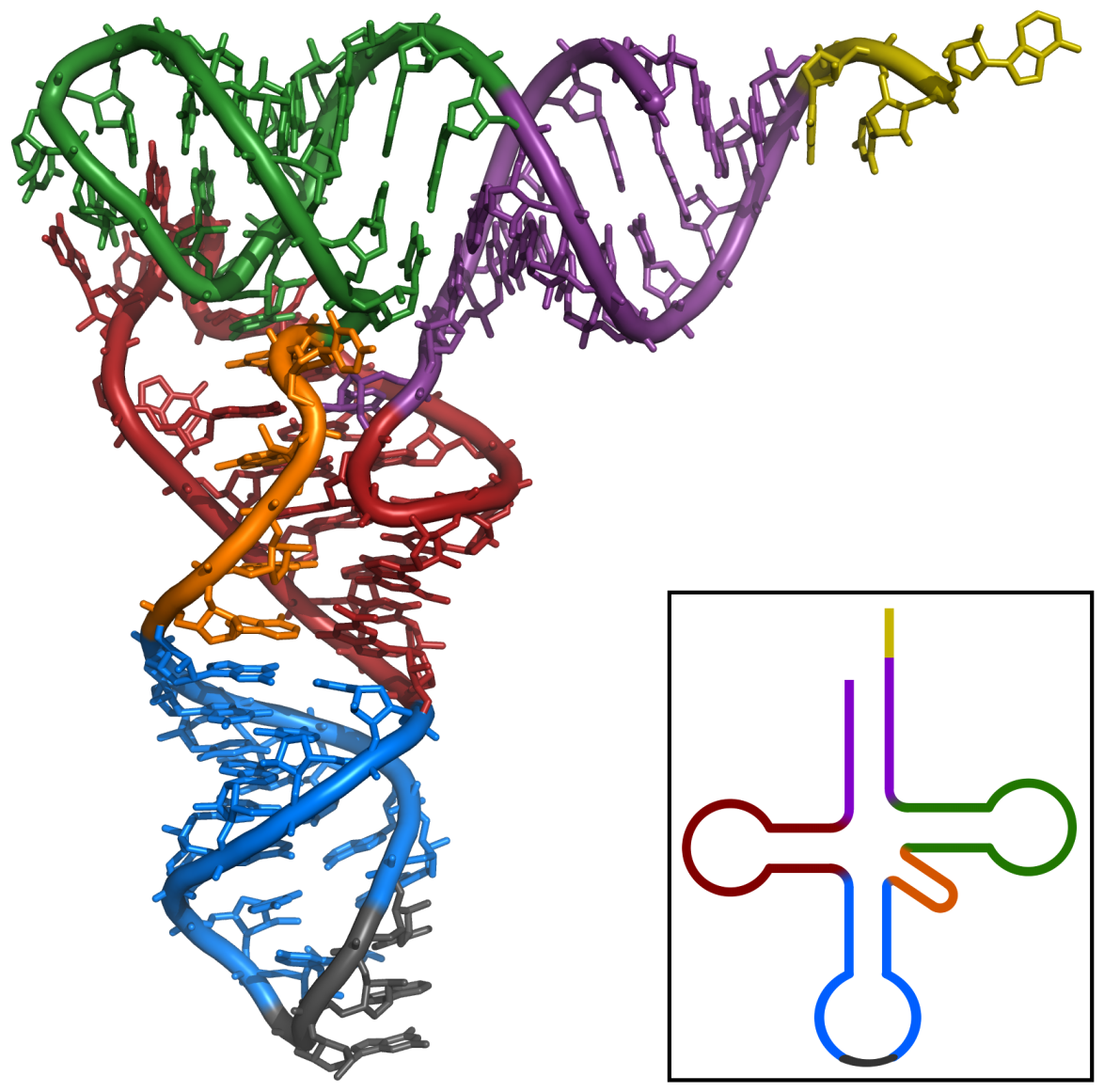
Molècula d'ARNt, a la dreta i dalt en color groc l'extrem 3' on s'uneix l'aminoàcid per a formar una molècula d'aminoacil ARNt

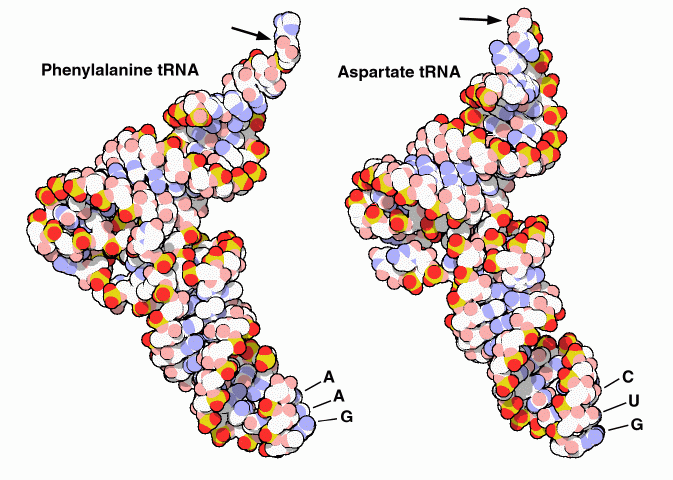
Dues molècules d'aa-ARNt, a l'esquerra la fenilalanil-ARNt, a l'esquerra un aspartil-ARNt mostrant l'aminoàcid (fletxa) i l'anticodó GUC

Un aminoacil-ARNt (també citat com aa-ARNt o ARNt carregat) és un ARN de transferència al qual es troba químicament unit un aminoàcid. En els organismes vius aquest aminoàcid coincideix amb l'anticodó exposat pel ARNt.
Els aa-ARNt, junt amb alguns factors d'elongació, porten l'aminoàcid fins al ribosoma per a la seva incorporació a la cadena polipeptídica que està sent produïda.
Un aminoàcid específic es carrega a cada tipus d' ARNt mitjançant una aminoacil ARNt sintetasa.
Degut a la degeneració del codi genètic, pot haver múltiples ARNt que tinguin el mateix aminoàcid, però diferents codons. Aquests ARNt diferents reben el nom d'isoaceptors.

## Síntesi
Un aminoacil ARNt es produeix en dues etapes. La primera és l'adenilació de l'aminoàcid, la qual forma aminoacil-AMP:
En la segona etapa, el residu aminoacídic és transferit a l'ARNt:
La reacció neta és:

## Diana terapèutica
Cèrtes drogues com la tetraciclina eviten la unió de l'aminoacil-ARNt a la subunitat menor ribosomal en els procariotes.